# Ԛ̆
Le qa brève (capitale Ԛ̆, minuscule ԛ̆) est une lettre additionnelle de l’alphabet cyrillique qui a été utilisée en abkhaze. Elle est composée d’un qa diacrité d’une brève.

## Utilisation
Le qa brève a été utilisé dans l’alphabet abkhaze de Tchotchoua de 1909 à 1926.

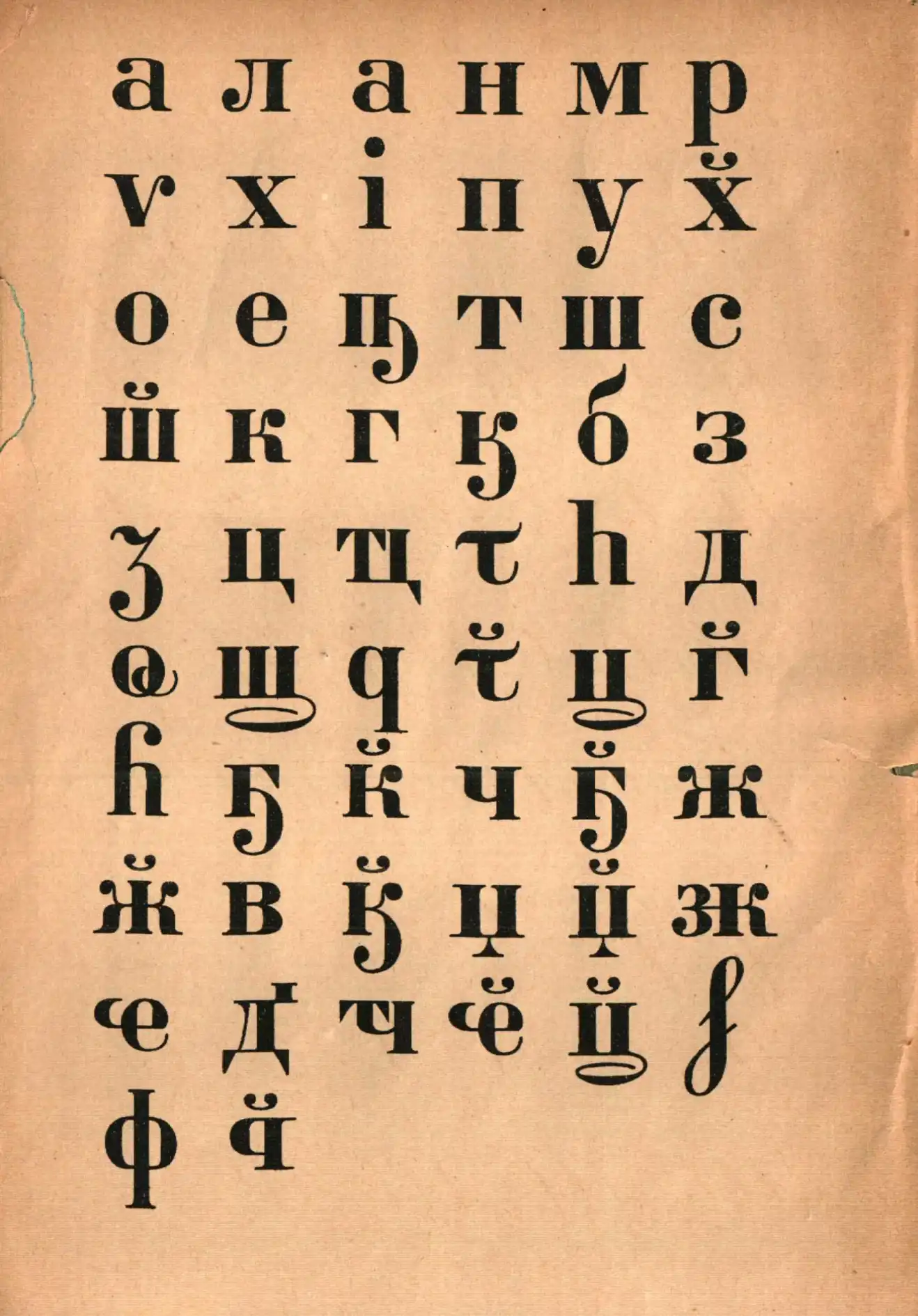
Alphabet abkhaze dans Tchotchoua 1909.

## Représentations informatiques
Le qa brève peut être représenté avec les caractères Unicodes suivants :
- décomposé (cyrillique - supplément, diacritiques)

| formes    | représentations | chaînes de caractères | points de code | descriptions                                     |
| --------- | --------------- | --------------------- | -------------- | ------------------------------------------------ |
| capitale  | Ԛ̆               | Ԛ◌̆                    | U+051A U+0306  | lettre majuscule cyrillique qa diacritique brève |
| minuscule | ԛ̆               | ԛ◌̆                    | U+051B U+0306  | lettre minuscule cyrillique qa diacritique brève |